# Vaejovis tenamaztlei
Espèce
Vaejovis tenamaztlei est une espèce de scorpions de la famille des Vaejovidae.

## Distribution
Cette espèce est endémique de l'État d'Aguascalientes au Mexique.. Elle se rencontre vers Calvillo, El Llano et San José de Gracia.

## Description
Le mâle holotype mesure 22,1 mm, les mâles mesurent de 19,4 à 22,1 mm et les femelles de 21,5 à 26,6 mm.

## Étymologie
Cette espèce est nommée en l'honneur de Francisco Tenamaztle.

## Publication originale
- Contreras-Félix, Francke & Bryson, 2015 : « A new species of the “mexicanus” group of the genus Vaejovis C. L. Koch, 1836 from the Mexican state of Aguascalientes (Scorpiones: Vaejovidae). » Zootaxa, no 3936(1), p. 131–140.